# NHK広島放送局
NHK広島放送局（エヌエイチケイひろしまほうそうきょく）は、広島県を放送対象地域とする日本放送協会（NHK）の地域放送局。中国地方全体を管轄するNHKの放送局である。

## 概要
中国地方のNHKの拠点局として中国地方5県を統括している。
世界初の原子爆弾被爆都市にある放送局として、平和を考える番組の制作に意欲的に取り組み、世界へ発信。海外で賞を受けたものもある。
文化庁芸術祭テレビ部門では、2008年（平成20年）に『帽子』で優秀賞、2009年（平成21年）に『火の魚』で大賞を受賞している。
かつて、ラジオ第1放送は、山口県東部も放送対象地域だったが、岩国中継局（585 kHz）の新設後、山口県東部は放送対象地域から外れた。ラジオ第2放送は引き続き岩国市、柳井市といった山口県東部をエリア対象としている。
2006年10月に広島地区で地上デジタル放送を開始した。

## 組織
2023年（令和5年）4月1日より、拠点局・地方局関係なく、部制度からセンター制（一時的に採用実績有）に見直され、旧放送部などの部門については各センターの下に置かれた。
経営管理センター
中国地方の各放送局統括管理部門
コンテンツセンター（旧：放送センター）
アナウンス（旧：放送部）、番組制作・技術など現業部門
視聴者リレーションセンター（旧：視聴者センター）
営業（旧：営業推進部）、広報など対視聴者部門

## 沿革
- 1928年（昭和3年）7月6日 - 社団法人日本放送協会広島放送局開局。ラジオ放送開始。（呼出符号：JOFK）
- 1934年（昭和9年）5月16日 - 中央放送局（広島中央放送局）に昇格。
- 1945年（昭和20年）
  - 8月1日 - この日から戦況報道を伝えるアナウンサーが男性から女性に代わる。理由は「男性の声だと危機感を煽りすぎる」という聴取者の意見を取り入れたため。
  - 8月6日 - 原子爆弾投下により上流川町（現：中区幟町）の放送局舎（演奏所等）壊滅。36名の職員が犠牲となった。生き残った職員は原放送所（当時、安佐郡祇園町[注釈 1]）に集合し、予備演奏所を使用し翌日からローカル放送を再開[注釈 2]。
    - 被爆直後から「大阪中央放送局へ呼びかけを行う、悲しげな女性アナウンサーの音声がラジオから流れた」という風説が流布した。これらは当初「このような状況下での呼びかけは困難」との見方が示されていたが、その後の取材や元職員らの証言により、実際に大阪中央放送局などの近隣の放送局に救援を求めていたことが明らかとなった。結局、原放送所への避難後も大阪中央放送局と交信することはできなかったが、岡山放送局と交信が取れ、同局から原爆投下の第一報が東京へ伝えられた[1][2]。当日の放送の流れは以下の通り。
      - 08:13　「防空情報放送、中国軍管区情報。午前8時13分、敵大型機3機、西条上空を西進しつつ……」と実況。2分後、原爆投下。
      - 08:30　「こちらは広島中央放送局でございます。広島は空襲のため放送不能となりました。どうぞ、大阪中央放送局お願いいたします。大阪、お願いいたします。お願いいたします……」とコメントを残し音が途切れる。（同時刻に呉鎮守府が大本営海軍部へ現状報告）
      - この間に前述通り、岡山から東京へ報道
      - 11:30　『こちらは大阪中央放送局でございます。広島に代わりまして大阪から放送いたします』・・・大阪からも報道開始
      - 同時刻。同盟通信社の中村編集部長が、損傷を免れた日本放送協会広島中央放送局原放送所から岡山放送局に「6日午前8時16分頃、敵の大型機1機ないし2機、広島上空に飛来し、特殊爆弾を投下、広島市は全滅した。死者およそ17万人の損害を受けた」と広島壊滅の第一報を打つ。これは東京へ送られたものの、大本営が広島市壊滅に関する報道の差し止めを命じたため、第一報が記事として非掲載。

    - 大阪中央放送局への呼びかけを行なった女性アナウンサーが誰だったのかについては、白井久夫ディレクターをはじめとする調査員が詳細な調査を行なったが、特定することはできなかった。状況から考えると原爆投下直前の放送を担当した井沢幸世アナウンサーが声の主として有力視されているが、本人は訊き取り調査の際に否定している[注釈 3]。

  - 8月29日 - 同日夕方より本回線が復旧し、全国放送を本格的に再開[2]。
  - 9月10日 - ラジオ第2放送開始。
- 1950年（昭和25年）6月1日 - 放送法施行に伴い社団法人日本放送協会が解散、特殊法人としての日本放送協会が一切の権利義務を継承。
- 1956年（昭和31年）3月21日 - 総合テレビジョン放送開始。
- 1961年（昭和36年）1月8日 - 教育テレビジョン放送開始。
- 1962年（昭和37年）9月17日 - FM実験放送開始。2年後実用化試験放送に移行し、1969年（昭和44年）3月1日本放送となった。
- 1964年（昭和39年）10月1日 - 総合テレビジョンのカラー放送開始[3]。
- 1966年（昭和41年）3月20日 - 教育テレビジョンのカラー放送開始[4]。
- 1981年（昭和56年）8月8日 -  総合テレビジョンの音声多重放送開始。
- 1991年（平成3年）3月21日 - 教育テレビジョンの音声多重放送開始。
- 2006年（平成18年）10月1日 - 広島地区で地上デジタル放送開始。
- 2008年（平成20年）4月1日 - 開局80周年を迎え、広島局オリジナルキャラクターが登場。
- 2011年（平成23年）7月24日 - 正午でアナログ放送終了。23時59分までに停波。
- 2018年（平成30年） - 4月改編より週末・祝日（年末年始も含む）のニュース・気象情報はテレビ・ラジオともに終日中国地方向け放送に変更（原則として選挙及び災害等を除く）。
- 2019年（令和元年）6月14日 - 組織改正により広島拠点放送局に改称[5][6]。
- 2021年（令和3年）
  - 3月3日 - NHKプラスで地域向けのテレビ番組の見逃し配信が開始した[7]。
  - 5月10日 - 主調整室の機材更新により、広島放送局送出番組でもチャンネルロゴ表示「NHK G」「NHK E」が表示されるようになった。
- 2022年（令和4年）
  - 4月1日 - 名称を広島放送局に戻した。
  - 4月改編より総合テレビ週末・祝日18:45枠のローカルニュース・気象情報が広島・山口・岡山では各局別、松江・鳥取両局では『さんいんNEWS645』と題したブロックネットの体制に変更された（それ以外の時間帯のローカルニュース・気象情報枠は従来通り全て中国地方向け放送となるが、災害時など例外もある）。ただし、大型連休終盤の土曜日・日曜日及びお盆期間などの県域放送体制縮小時や年末年始は引き続き全時間帯中国地方向け放送となるほか、ラジオも災害時などを除き引き続き全時間帯中国地方向け放送となっている。
- 2023年（令和5年）4月1日 - 令和改革により、部制（放送部・営業推進部等）からセンター制に見直され、経営管理センター（〇〇地方各放送局統括管理）、コンテンツセンター（旧：放送センター）、視聴者リレーションセンター（旧：視聴者センター）へ再編された。
- 2024年（令和6年）6月 - 福岡放送局が福岡県内の民放テレビ4局（九州朝日放送、RKB毎日放送、福岡放送、テレビ西日本）との間で災害時における各局のヘリコプター取材映像共有の連携を開始したことを受けて、広島放送局についても四国地方の取材映像を福岡の民放テレビ局に提供することで合意した[8]。

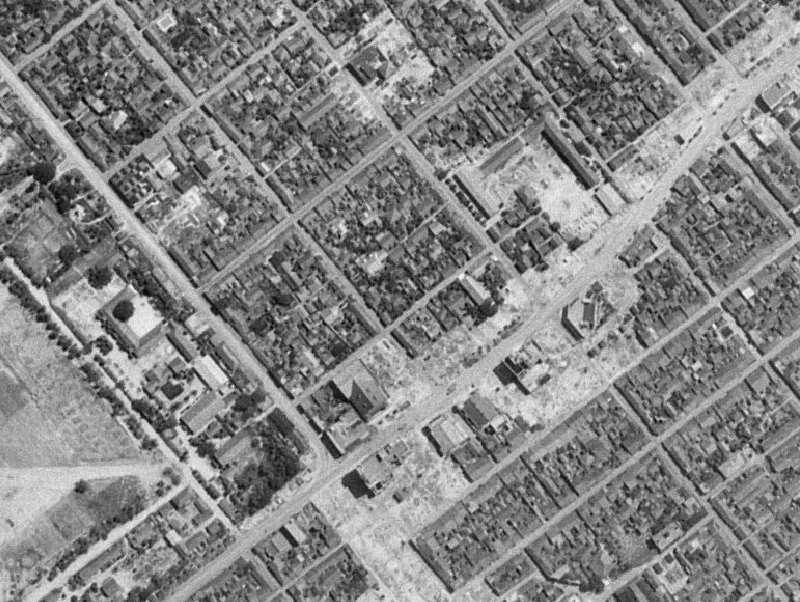
米軍が撮影した八丁堀周辺の被爆前後。横断する道路が相生通りで写真中央上部にある建物が中央放送局。その下が幟町国民学校。
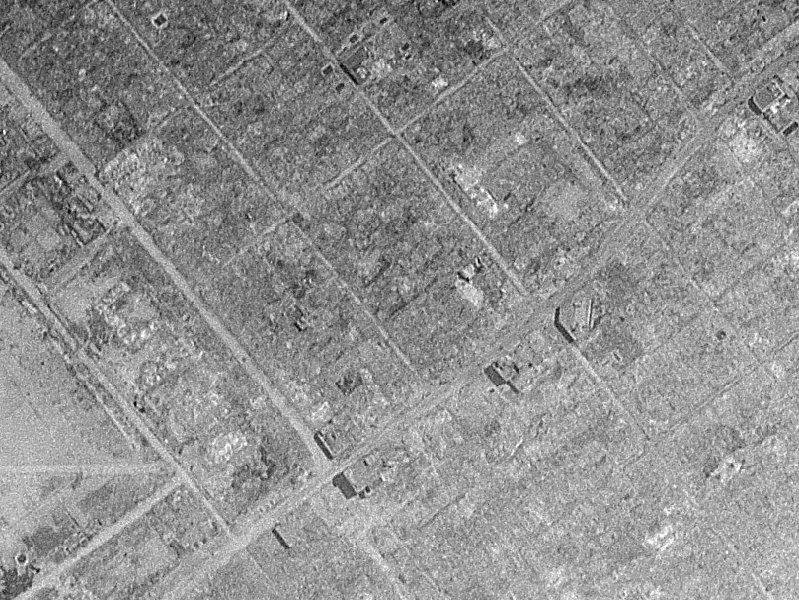
被爆後。建物の形は残っているのがわかる。
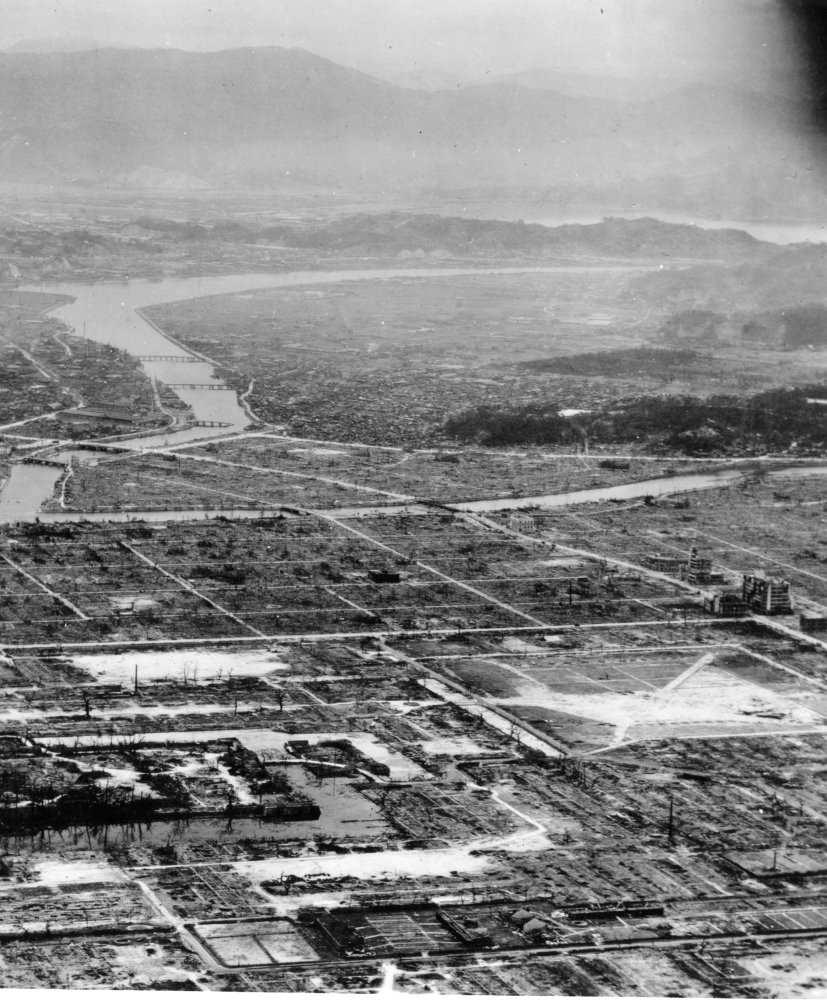
寺町付近から西方向を望む。写真中央付近の建物が中央放送局。
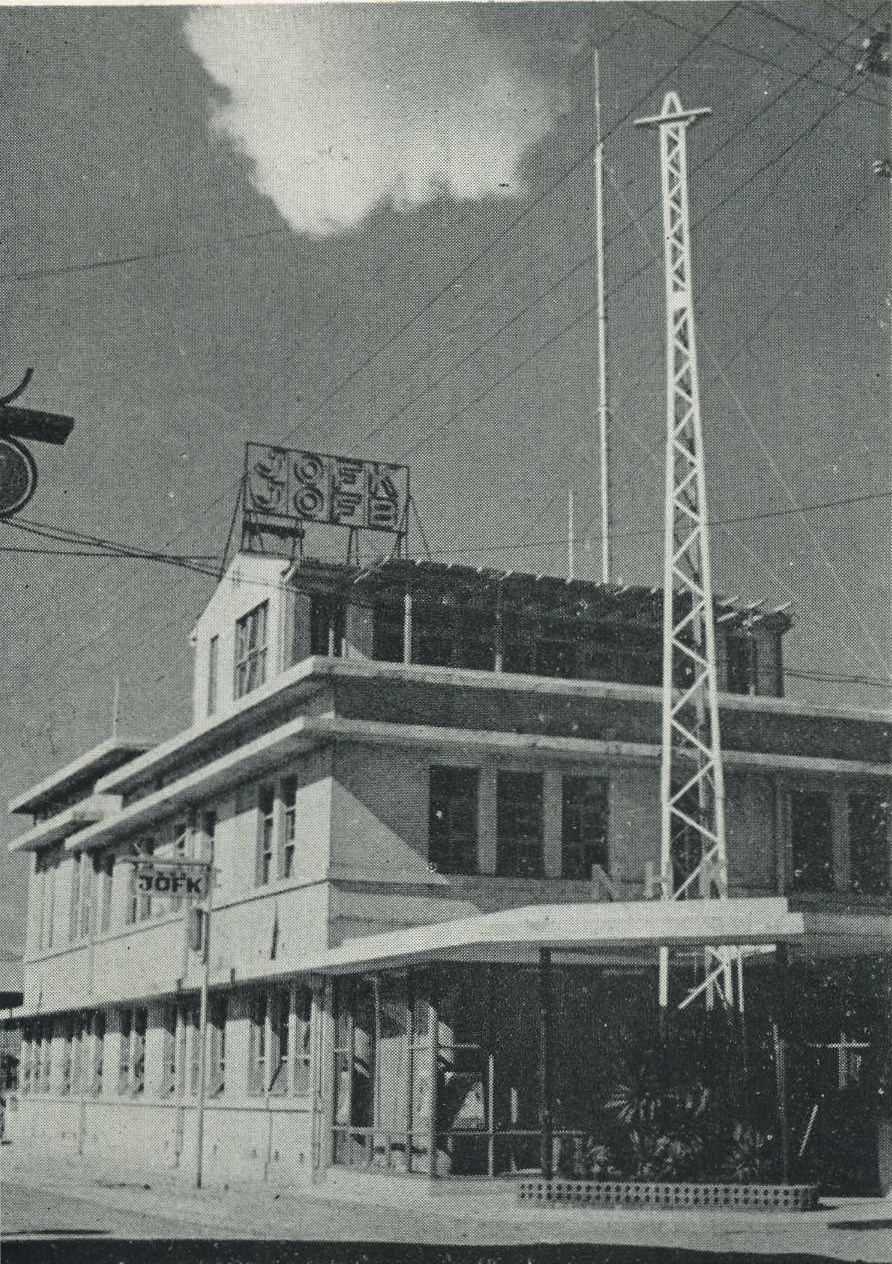
1955年頃の広島中央放送局。被爆した旧上流川演奏所であり、1946年補修復旧し放送再開していた当時の写真。1960年に大手町に移転するまで使用された。その後福屋幟町別館として使用、1997年取り壊された。

## 所在地
- 広島市中区大手町2丁目11-10 （NHK広島放送センタービル）

現在の局への建て替えに際しては、NHKとしては珍しく、第一生命との共同建設により、一般企業のオフィススペースを設けた複合ビルとした。この方式は名古屋放送局の建て替えに際しても取り入れられ、横浜放送局も公共施設の神奈川芸術劇場と共同建築の形としている。

## 支局
支局
- 福山（福山市東桜町1-43 備広福山駅前ビル6階）
- 呉（呉市本通1丁目1-1 めがね橋プラザ）
- 尾道（尾道市西御所町14-15）
- 三次

## 情報カメラ設置ポイント
| カメラ名         | 設置場所                                  | 撮影範囲                                           |
| ---------------- | ----------------------------------------- | -------------------------------------------------- |
| 福山             | 福山ニューキャッスルホテル                |                                                    |
| 尾道             | グリーンヒルホテル尾道                    | -                                                  |
| 尾道 生口島      | 上浦歴史民俗資料館                        | 瀬戸内海、多々羅大橋                               |
| 三原             | 道の駅みはら神明の里                      |                                                    |
| 庄原高野町       | 道の駅たかの 付近                         |                                                    |
| 三次             | -                                         | -                                                  |
| 広島空港         | -                                         | -                                                  |
| 東広島           | 東広島市役所                              | -                                                  |
| 北広島町         | 北広島町役場                              | -                                                  |
| 安芸太田町       | 筒賀PA（上り）                            | 中国自動車道 筒賀トンネル周辺を撮影                |
| 呉               | NHK呉支局が入居するビル                   | -                                                  |
| 江田島           | 江田島市能美市民センター                  | 中町港旅客ターミナルなど                           |
| 放送会館         | -                                         | 広島市内、平和記念公園、原爆ドームを撮影           |
| 広島駅           | ホテルグランヴィア広島                    | 広島駅周辺を撮影できる                             |
| 広島港           | グランドプリンスホテル広島                | -                                                  |
| 広島 安佐南区    | 緑井スカイステージ                        | 山陽道広島料金所、国道54号との立体交差が撮影できる |
| マツダスタジアム | （ローソン 広島南蟹屋二丁目店近くのビル） | -                                                  |
| 宮島             | 聚景荘                                    | 厳島神社、大鳥居、対岸の廿日市市を撮影出来る       |

## 主なチャンネル・周波数
福山支局が放送局だった時代、初期には尾道放送局として尾道市に置かれていた経緯から、アナログTV放送では尾道市にある基幹中継局を「福山局」、福山市にある中継局は「福山蔵王局」としていた。
その後デジタル放送ではアナログ放送時代の福山局は「尾道局」、そして福山市にあるアナログ時代の福山西局の場所に新基幹中継局「福山局」を置いた。「福山蔵王局」はデジタル放送では2010年8月を目処に「福山南局」として置局された。

ラジオは、アナログTV放送と同様に尾道市にある基幹中継局を「福山局」、福山市にある中継局はFMは「福山蔵王局」、AMの第1・第2放送は「福山木之庄局」としている。

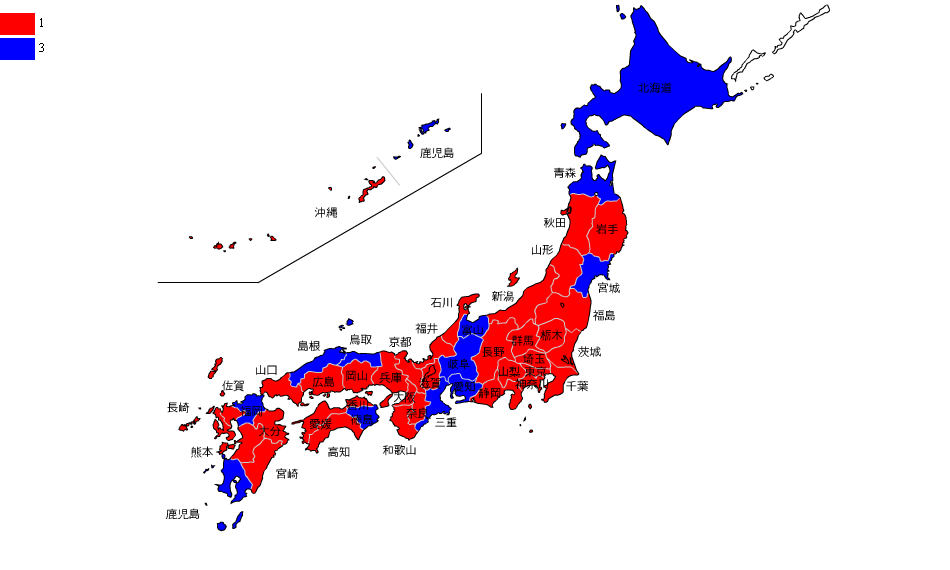
NHK総合のリモコンキーID

- 基幹局では大阪局と同じく、リモコンIDが総合・教育ともに親局の番号を引き継がない（ただし、旧福山局の総合親局は1ch）。
- 太字は親局、それ以外は全て中継局。
- コールサインは総合系統がJOFK、教育系統がJOFB。またかつて備後地区に本局とは別に与えられていたコールサインは総合系統がJODP、教育系統がJODD。

### テレビ
- 主として他に民放の置局が3局以上ある場所のみを抜粋。
- ch番号の前にVが付いた局は垂直偏波。

#### 総合テレビ リモコンキーID：1
- 広島 14ch JOFK-DTV 3 kW（絵下山）
- 呉 14ch 30W（休山）
- 佐東 14ch 3W（権現山）
- 福山 V42ch 100W（彦山）
- 尾道 42ch 50W（高見山）
- 三原 30ch 1W（龍王山）
- 三次 14ch 30W（高谷山）
- 可部 V14ch 1W（螺山）
- 西城 42ch 3W（四天蓋山）
- 大崎 46ch 10W（神峰山）
- 大柿 V14ch 10W（蛇峯山）
- 因島 42ch 1W（天狗山）
- 大門 42ch 1W（明智山）
- 府中 38ch 10W（城山）
- 西条 21ch 1W（郡宮山）
- 五日市 14ch 1W（寺田山）
- 大竹立戸 V14ch 1W（立戸山）
- 高陽 24ch 1W（中山）
- 黒瀬 30ch 1W（北野呂山）
- 南加計 42ch 1W（猿彦山）
- 豊栄 V33ch 1W（板鍋山）
- 安芸千代田 21ch 10W（猿喰山）
- 庄原 42ch 1W（青嶽山）
- 安芸佐伯 42ch 1W（上勝成山）
- 白木 24ch 1W（神ノ倉山）
- 河内 V21ch 1W（篁山）
- 大朝 43ch 1W（加計山）
- 世羅 42ch 1W（新山）
- 小奴可 V37ch 1W（白滝山）
- 三原中之町 21ch 0.3W（掛平山）
- 東城 V14ch 1W（焚火山）
- 吉田 14ch 1W（会下山）
- 甲奴 V21ch 0.3W（弘法山）
- 倉橋 V14ch 1W（鹿島大山）
- 父石 14ch 0.3W（大日山）
- 協和 V30ch 0.3W（神谷山）
- 鞆 V49ch 1W（大彌山）
- 己斐 V21ch 1W（大茶臼山）
- 御調 39ch 0.3W（蜈蚣岩）
- 志和 V21ch 1W（花茎山）
- 向原 27ch 0.3W（丹山）
- 安浦 42ch 0.1W（善兵衛山）
- 戸山 21ch 0.3W（大馬地）
- 呉広 30ch 1W（螺山）
- 竹原北 21ch 0.3W（西野路）
- 尾道美ノ郷 30ch 0.3W
- 三原幸崎 V14ch 0.3W
- 新市常金丸 14ch 0.3W
- 瀬野 33ch 0.1W（竜王山）
- 戸河内 36ch 0.3W（盆手山）
- 八千代 V21ch 0.3W
- 加計 36ch 0.3W（馬路山）
- 吉舎 36ch 0.3W（大塚山）
- 油木 40ch 1W（鍋谷山）
- 高野 14ch 1W（大鬼山）
- 口和 V21ch 0.3W
- 庄原川北 36ch 0.1W

#### 教育テレビ リモコンキーID：2
- 広島 15ch JOFB-DTV 3 kW（絵下山）
- 呉 15ch 30W（休山）
- 佐東 15ch 3W（権現山）
- 福山 V44ch 100W（彦山）
- 尾道 44ch 50W（高見山）
- 三原 25ch 1W（龍王山）
- 三次 15ch 30W（高谷山）
- 可部 V15ch 1W（螺山）
- 西城 44ch 3W（四天蓋山）
- 大崎 15ch 10W（神峰山）
- 大柿 V15ch 10W（蛇峯山）
- 因島 44ch 1W（天狗山）
- 大門 44ch 1W（明智山）
- 府中 44ch 10W（城山）
- 西条 27ch 1W（郡宮山）
- 五日市 15ch 1W（寺田山）
- 大竹立戸 V15ch 1W（立戸山）
- 高陽 13ch 1W（中山）
- 黒瀬 15ch 1W（北野呂山）
- 南加計 44ch 1W（猿彦山）
- 豊栄 V25ch 1W（板鍋山）
- 安芸千代田 25ch 10W（猿喰山）
- 庄原 44ch 1W（青嶽山）
- 安芸佐伯 44ch 1W（上勝成山）
- 白木 25ch 1W（神ノ倉山）
- 河内 V13ch 1W（篁山）
- 大朝 44ch 1W（加計山）
- 世羅 38ch 1W（新山）
- 小奴可 V39ch 1W（白滝山）
- 三原中之町 20ch 0.3W（掛平山）
- 東城 V15ch 1W（焚火山）
- 吉田 15ch 1W（会下山）
- 甲奴 V25ch 0.3W（弘法山）
- 倉橋 V15ch 1W（鹿島大山）
- 父石 15ch 0.3W（大日山）
- 協和 V27ch 0.3W（神谷山）
- 鞆 V51ch 1W（大彌山）
- 己斐 V13ch 1W（大茶臼山）
- 御調 44ch 0.3W（蜈蚣岩）
- 志和 V25ch 1W（花茎山）
- 向原 13ch 0.3W（丹山）
- 安浦 40ch 0.1W（善兵衛山）
- 戸山 13ch 0.3W（大馬地）
- 呉広 15ch 1W（螺山）
- 竹原北 13ch 0.3W（西野路）
- 尾道美ノ郷 32ch 0.3W
- 三原幸崎 V13ch 0.3W
- 新市常金丸 15ch 0.3W
- 瀬野 34ch 0.1W（竜王山）
- 戸河内 37ch 0.3W（盆手山）
- 八千代 V29ch 0.3W
- 加計 37ch 0.3W（馬路山）
- 吉舎 38ch 0.3W（大塚山）
- 油木 38ch 1W（鍋谷山）
- 高野 15ch 1W（大鬼山）
- 口和 V13ch 0.3W
- 庄原川北 38ch 0.1W

### ラジオ

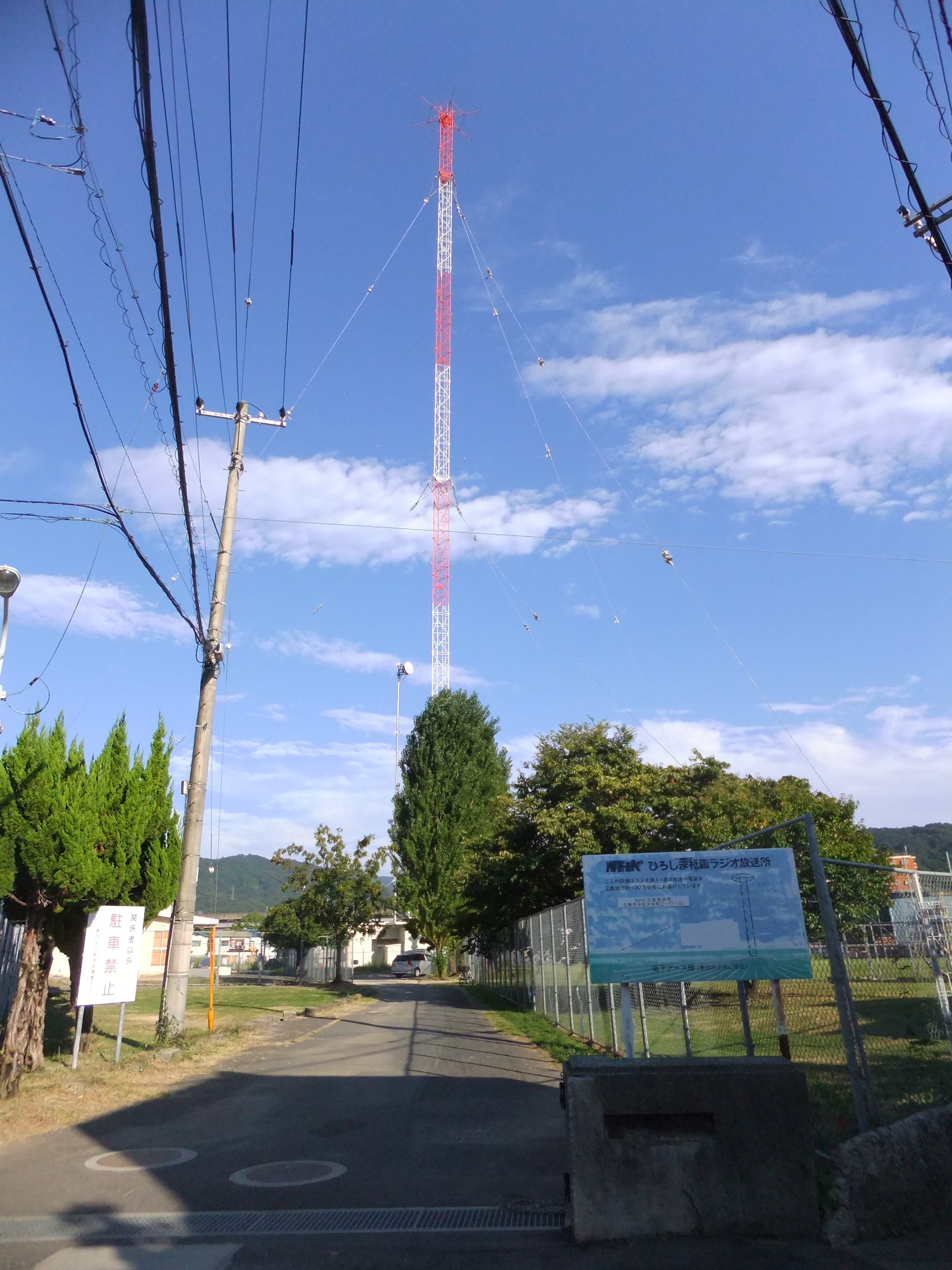
NHK祇園ラジオ放送所

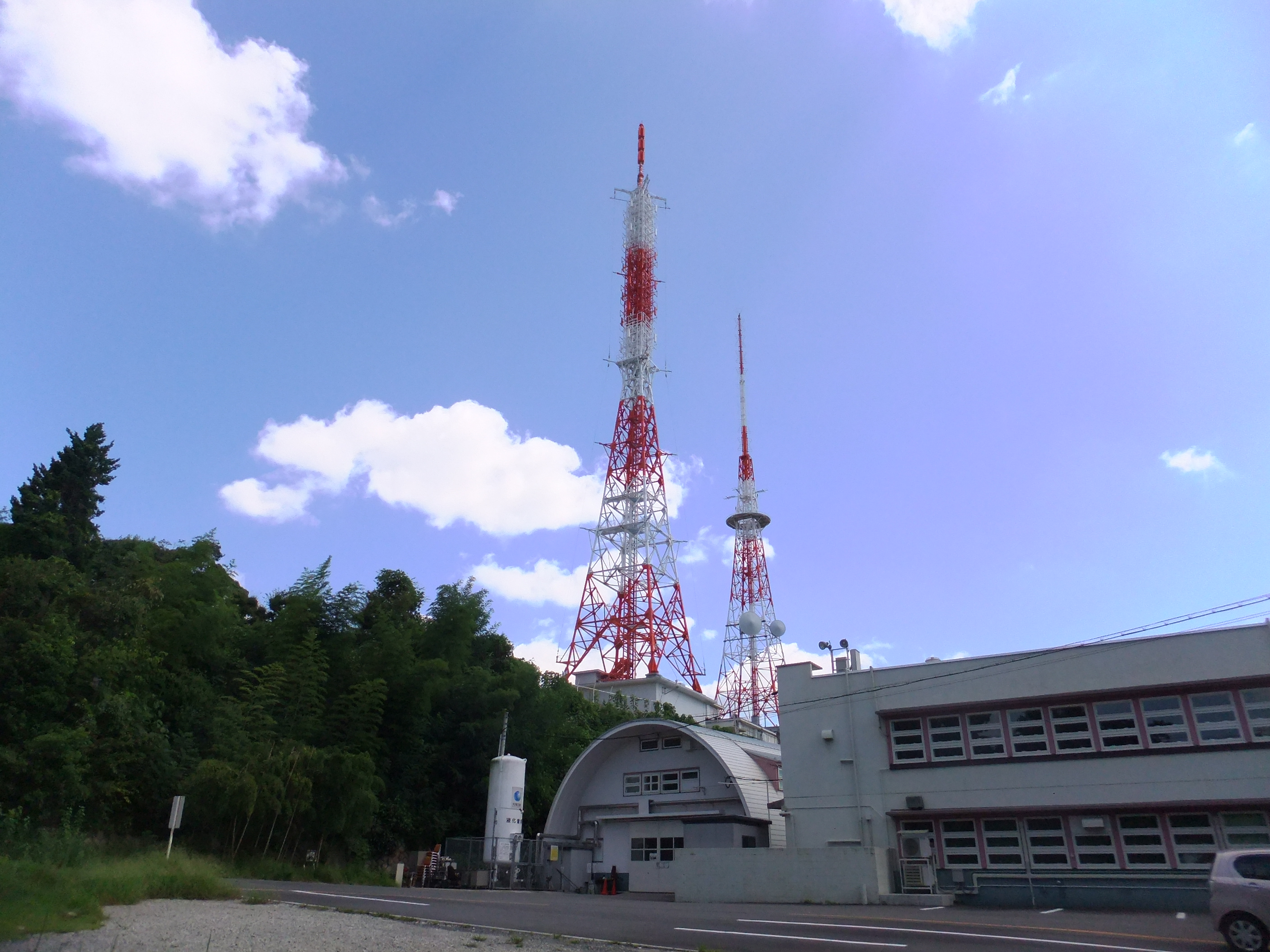
NHK比治山放送所

#### ラジオ第1放送
- 広島 1071 kHz JOFK 20 kW
- 福山 999 kHz 1 kW
- 福山木之庄 1161 kHz 100W
- 三次 1584 kHz 100W
- 庄原 1161 kHz 100W
- 東城 792 kHz 100W
- 府中 1026 kHz 100W
- 呉 1026 kHz 100W
- 世羅 1224 kHz 100W
- 尾道 93.6 MHz(FM) 100W
- 大崎 90.9 MHz(FM) 30W

#### ラジオ第2放送
- 広島 702 kHz JOFB 10 kW
- 福山 1602 kHz 1 kW
- 福山木之庄 1467 kHz 100W
- 三次 1035 kHz 100W
- 庄原 1359 kHz 100W
- 東城 1602 kHz 100W
- 呉 1521 kHz 100W

#### FM放送
周波数の前にVが付いた局は垂直偏波。
- 広島 88.3 MHz JOFK-FM 1 kW（比治山）
- 福山 84.8 MHz 250W（高見山）
- 呉 83.7 MHz 10W（休山）
- 三次 V84.5 MHz 100W（高谷山）
- 西条 V83.3 MHz 10W（郡宮山）
- 大崎 84.2 MHz 10W（神峰山）
- 安芸千代田 83.0 MHz 100W（猿喰山）
- 東城 83.3 MHz 3W（焚火山）
- 南加計 82.0 MHz 100W（猿彦山）
- 吉田 85.5 MHz 1W（会下山）
- 西城 85.1 MHz 3W（四天蓋山）
- 豊栄 81.9 MHz 100W（板鍋山）
- 佐東 84.3 MHz 30W（権現山）
- 可部 83.4 MHz 3W（螺山）
- 五日市 80.1 MHz 10W（寺田山）
- 大朝 83.3 MHz 3W（加計山）
- 黒瀬 82.8 MHz 1W（北野呂山）
- 安芸佐伯 88.9 MHz 10W（上勝成山）
- 府中 84.1 MHz 10W（城山）
- 福山蔵王 V85.7 MHz 30W（蔵王山）
- 三原 83.1 MHz 1W（龍王山）
- 因島 83.5 MHz 1W（天狗山）
- 世羅甲山 82.4 MHz 10W（新山）
- 甲奴 83.1 MHz 10W（弘法山）
- 油木 82.6 MHz 10W（鍋谷山）

### アナログテレビ放送概要
2011年7月24日停波時点
- 主として他に民放の置局が3局以上ある場所のみを抜粋。
- ch番号の前にVが付いた局は垂直偏波。

#### 総合テレビ
- 広島 3ch JOFK-TV 10 kW（比治山）
- 福山 1ch 1 kW（高見山）
- 呉 11ch 76W（休山）
- 三次 V6ch 75W（高谷山）
- 西条 V2ch 3W（郡宮山）
- 大崎 56ch 100W（神峰山）
- 安芸千代田 56ch 100W（猿喰山）
- 東城 2ch 3W（焚火山）
- 加計 V2ch 1W（馬路山）
- 南加計 1ch 10W（猿彦山）
- 吉田 55ch 10W（会下山）
- 大柿 V47ch 100W（蛇峯山）
- 鹿島 V56ch 10W（鹿島大山）
- 戸河内 2ch 1W（盆手山）
- 西城 2ch 10W（四天蓋山）
- 豊栄 V50ch 10W（板鍋山）
- 佐東 54ch 30W（権現山）
- 志和 V43ch 10W（花茎山）
- 可部 V47ch 10W（螺山）
- 五日市 56ch 10W（寺田山）
- 大朝 53ch 10W（加計山）
- 黒瀬 55ch 10W（北野呂山）
- 向原 50ch 3W（丹山）
- 白木 55ch 10W（神ノ倉山）
- 吉舎 2ch 1W（大塚山）
- 安芸佐伯 49ch 10W（上勝成山）
- 庄原 47ch 10W（青嶽山）
- 比和 55ch 1W
- 作木 48ch 3W（ゆうめん山）
- 呉仁方 48ch 1W
- 吉和 43ch 1W
- 府中 56ch 100W（城山）
- 福山蔵王 V5ch 100W（蔵王山）
- 三原 47ch 10W（龍王山）
- 因島 48ch 10W（天狗山）
- 世羅甲山 54ch 10W（新山）
- 上下 V2ch 1W（翁山）
- 大門 56ch 10W（明智山）
- 鞆 V58ch 10W（大彌山）
- 三原中之町 55ch 3W（掛平山）
- 甲奴 V43ch 3W（弘法山）
- 協和 V53ch 3W（神谷山）
- 府中父石 46ch 3W（大日山）
- 御調 54ch 3W（蜈蚣岩）
- 新市常金丸 47ch 3W
- 尾道美ノ郷 48ch 3W
- 三原幸崎 V37ch 3W
- 福山西 V37ch 30W（彦山）
- 三原久和喜 V54ch 0.1W
- 三原久津 45ch 0.1W
- 三原深町中組 V48ch 0.1W
- 大竹立戸 V59ch 10W（立戸山）
- 己斐 V48ch 10W（大茶臼山）
- 呉広 39ch 10W（螺山）
- 呉小坪 59ch 0.1W
- 八千代 V46ch 3W
- 瀬野 55ch 1W（竜王山）
- 河内 V45ch 10W（篁山）
- 高野 48ch 10W（大鬼山）
- 東城小奴可 V47ch 10W（白滝山）
- 戸山 40ch 3W（大馬地）
- 瀬野立石 V60ch 0.1W
- 広島坂 46ch 3W
- 五月ヶ丘 59ch 0.1W
- 口和 V30ch 3W
- 呉焼山 38ch 30W（中倉山）
- 高陽 29ch 10W（中山）
- 三次中の村 51ch 0.1W
- 安佐布 48ch 0.1W
- 芸北才乙 V44ch 0.1W
- 庄原川北 53ch 1W
- 竹原北 45ch 3W（西野路）
- 呉警固屋 48ch 3W（高鳥山）
- 安浦 58ch 1W（善兵衛山）
- 高宮栃林 55ch 0.1W

#### 教育テレビ
- 広島 7ch JOFB-TV 10 kW（比治山）
- 福山 7ch 1 kW（高見山）
- 呉 1ch 66W（休山）
- 三次 V1ch 75W（高谷山）
- 西条 V6ch 3W（郡宮山）
- 大崎 48ch 100W（神峰山）
- 安芸千代田 52ch 100W（猿喰山）
- 東城 7ch 3W（焚火山）
- 加計 V7ch 1W（馬路山）
- 南加計 6ch 10W（猿彦山）
- 吉田 51ch 10W（会下山）
- 大柿 V45ch 100W（蛇峯山）
- 鹿島 V52ch 10W（鹿島大山）
- 戸河内 7ch 1W（盆手山）
- 西城 7ch 10W（四天蓋山）
- 豊栄 V52ch 10W（板鍋山）
- 佐東 50ch 30W（権現山）
- 志和 V45ch 10W（花茎山）
- 可部 V45ch 10W（螺山）
- 五日市 52ch 10W（寺田山）
- 大朝 50ch 10W（加計山）
- 黒瀬 50ch 10W（北野呂山）
- 向原 54ch 3W（丹山）
- 白木 51ch 10W（神ノ倉山）
- 吉舎 7ch 1W（大塚山）
- 安芸佐伯 51ch 10W（上勝成山）
- 庄原 49ch 10W（青嶽山）
- 比和 51ch 1W
- 作木 50ch 3W（ゆうめん山）
- 呉仁方 50ch 1W
- 吉和 45ch 1W
- 府中 52ch 100W（城山）
- 福山蔵王 V3ch 100W（蔵王山）
- 三原 45ch 10W（龍王山）
- 因島 38ch 10W（天狗山）
- 世羅甲山 51ch 10W（新山）
- 上下 V7ch 1W（翁山）
- 大門 51ch 10W（明智山）
- 鞆 V43ch 10W（大彌山）
- 三原中之町 53ch 3W（掛平山）
- 甲奴 V45ch 3W（弘法山）
- 協和 V51ch 3W（神谷山）
- 府中父石 48ch 3W（大日山）
- 御調 52ch 3W（蜈蚣岩）
- 新市常金丸 49ch 3W
- 尾道美ノ郷 46ch 3W
- 三原幸崎 V40ch 3W
- 福山西 V39ch 30W（彦山）
- 三原久和喜 V57ch 0.1W
- 三原久津 41ch 0.1W
- 三原深町中組 V46ch 0.1W
- 大竹立戸 V61ch 10W（立戸山）
- 己斐 V46ch 10W（大茶臼山）
- 呉広 41ch 10W（螺山）
- 呉小坪 62ch 0.1W
- 八千代 V48ch 3W
- 瀬野 53ch 1W（竜王山）
- 河内 V47ch 10W（篁山）
- 高野 50ch 10W（大鬼山）
- 東城小奴可 V49ch 10W（白滝山）
- 戸山 42ch 3W（大馬地）
- 瀬野立石 V62ch 0.1W
- 広島坂 48ch 3W
- 五月ヶ丘 61ch 0.1W
- 口和 V32ch 3W
- 呉焼山 40ch 30W（中倉山）
- 高陽 33ch 10W（中山）
- 三次中の村 48ch 0.1W
- 安佐布 46ch 0.1W
- 芸北才乙 V46ch 0.1W
- 庄原川北 51ch 1W
- 竹原北 50ch 3W（西野路）
- 呉警固屋 46ch 3W（高鳥山）
- 安浦 45ch 1W（善兵衛山）
- 高宮栃林 49ch 0.1W

## 主な広島局制作番組
2024年4月1日以降。現在の番組の詳細は、公式サイトの番組情報一覧を参照。

### 総合テレビ
太字はNHKプラスの「ご当地プラス」において見逃し配信を実施している番組。
全国放送
- 天皇盃全国都道府県対抗男子駅伝競走大会（毎年1月第3日曜、2021年・2022年は放送無し[注釈 5]）
- NHKプロ野球（広島東洋カープ戦[注釈 6]） - 木曜・金曜ナイター（中国地方向け[注釈 7]･広島県他一部県向け[注釈 7][注釈 8]・広島県向け[注釈 8]のどちらか）・週末デーゲーム（全国ネット[注釈 9]・中国地方向けのどちらか）を放送。

中国地方向け
- おはようちゅうごく（平日 7:45 - 8:00）
  - 松江局と鳥取局のみ7:45 - 7:51は『おはよう山陰』に差し替え（5月の大型連休・お盆前後・年末年始など県域放送縮小時は両局でも全編ネットの場合あり）。
- ニュース・気象情報（中国地方）
  - 平日 6:53 - 7:00[注釈 10]、15:07 - 15:10[注釈 11]
  - 土曜日 6:55 - 7:00[注釈 10]、7:55 - 8:00、12:10 - 12:15（ニュースのみ）、20:55 - 21:00
  - 日曜日 6:55 - 7:00、7:40 - 7:45、12:10 - 12:15（ニュースのみ）、20:55 - 21:00
  - 祝日 6:55 - 7:00、7:25 - 7:30、12:10 - 12:15（ニュースのみ）、20:55 - 21:00
  - 年末年始 7:15 - 7:20、12:10 - 12:15（ニュースのみ）、18:50 - 19:00[注釈 12]、20:55 - 21:00[注釈 13]
  - ニュースちゅうごく645（2018年4月7日 - 2022年4月3日。2022年5月7日 - 不定期。原則土・日曜日 18:45 -18:59）※2022年4月から原則として広島・岡山・山口の県域と山陰2県のニュースに移行したが、大型連休期間の土・日曜など、県域放送の制作体制縮小時に放送されることがある。
  - また土日祝日・年末年始の朝は開始時に広島市内のお天気カメラ映像をバックに「NHK NEWS おはようちゅうごく」のタイトルCGが流れるものの、番組表上では「ニュース・気象情報（中国地方）」扱いとなっている。
- 気象情報（中国地方）
  - 平日 5:56 - 5:59[注釈 10]、6:28 - 6:30[注釈 10]、11:57 - 12:00[注釈 14]、17:57 - 18:00[注釈 15]
  - 土曜日 5:55 - 5:59、6:28 - 6:30[注釈 10]、11:57 - 12:00
  - 日曜日・祝日・年末年始 6:56 - 6:59（※年末年始のみ）、7:57 - 8:00（※月 - 土曜日と重なる祝日のみ）、11:57 - 12:00
- ひるまえ直送便（平日 11:40 - 12:00） - 金曜日 11:52 - 11:54は県域放送。NHKプラスでの見逃し配信は11:54までの部分のみとなる。
- コネクト（原則金曜日 19:30 - 19:55、再放送：土曜日 7:30 - 7:55または10:55 - 11:20。不定期で他の曜日のゴールデンタイムに臨時でローカル番組への差し替え可能枠が編成された時にも放送）
- 山下健二郎 とっておき絶景旅（不定期で水・木・金曜日のいずれかの19:57 - 20:45に放送。同時間帯の全国放送番組は再放送が初回放送扱い）

広島県向け
- ニュース（広島）（平日 12:15 - 12:20）
- お好みワイドひろしま（平日 18:10 - 18:59）
  - ゴールデンウィーク・お盆などは放送時間を短縮して放送。
- お好み845（平日 20:45 - 21:00）
  - ゴールデンウィーク・お盆などは各県ごとの「ニュース845」が休止されるため、「ニュース・気象情報（中国地方）」を中国地方全域で放送。
- お好みサタデー（土曜 18:45 - 18:59[注釈 16]）
- お好みサンデー（日曜 18:45 - 18:59）
- お好みホリデー（祝日 18:45 - 18:59）

中国地方の他放送局制作番組
- 各県域ローカル番組から『@okayama』（岡山局制作）・『Yスペ!』（山口局制作）・『さんいんスペシャル』（松江局または鳥取局制作）を時折土曜午前中などの地域情報番組の再放送枠で広島県ローカルまたは中国ブロック向けに遅れ放送することがある（中国ブロック向けの場合は制作局では再放送となるが、広島局送出のため、2021年5月から『NHK G』のウォーターマーク入り）。また、企画および内容によっては広島局が制作に参加した事例もある。

### BS（旧BS1）
- NHKプロ野球（広島東洋カープ戦）

### ラジオ第1放送
全国放送
- NHKプロ野球（広島東洋カープ戦） - 平日ナイター（中国地方向け）・週末デーゲーム（全国放送または中国地方向け）を放送[注釈 17]。リーグ優勝が懸かる試合や一部クライマックスシリーズの中継は広島県向けで放送。

中国地方向け
- ニュース・気象情報など※斜字は交通情報も放送
  - 平日：5:55 - 6:00、6:25 - 6:30、6:55 - 7:00、7:20 - 7:25[注釈 18]、7:50 - 8:00、9:55 - 10:00（島根県・鳥取県を除く）、11:50（または11:55） - 12:00、14:55 - 15:00、16:55 - 17:00、17:55 - 18:00、19:55 - 20:00、21:55 - 22:00、22:55 - 23:00
  - 土日・祝日・年末年始：5:55 - 6:00、6:25 - 7:00、6:55 - 7:00、7:15 - 7:20[注釈 18]、7:50 - 8:00（土曜のみ）、7:55 - 8:00（日曜･年末年始のみ）、9:55 - 10:00（日曜を除く[注釈 19]）、11:50 - 12:00、12:10 - 12:15、13:55 - 14:00、14:55 - 15:00、16:55 - 17:00[注釈 20]、17:55 - 18:00[注釈 20]、18:50 - 19:00[注釈 20]、19:20 - 19:25、19:55 - 20:00（日曜日[注釈 21]・お正月を除く）、21:55 - 22:00、22:55 - 23:00
- 中国!ちゅーもく!ラジオ（金曜日 17:05 - 17:55）

広島県向け
- ニュース・気象情報など
  - 平日：12:15 - 12:20、13:55 - 14:00、18:50 - 19:00
- ひろしま コイらじ[注釈 22]（月曜日 - 木曜日 17:00 - 17:55）

### FM放送
中国地方向け
- 気象情報（平日・土日・祝日・年末年始：5:55 - 6:00、6:55 - 7:00、11:50〈または11:55〉 - 12:00）
- ニュース・気象情報など
  - 平日：7:20 - 7:25[注釈 18]
  - 土日・祝日・年末年始：7:15 - 7:20、12:10 - 12:15、18:50 - 19:00[注釈 20]、19:20 - 19:25

広島県向け
- ニュース・気象情報など※斜字は交通情報も放送
  - 平日：12:15 - 12:20、18:50 - 19:00

※ローカルニュース・気象情報などは、全てラジオ第1放送と同時に放送。

### 補足
- FM放送は、かつては土曜15時台から「FMリクエストアワー」平日18時台に「夕べのひと時」「ゆうナビ!」などの地域放送を行い、2010年度の「ゆうナビ!」金曜は対岸の四国地方との「瀬戸内海ブロックネット」（制作は1週おきに広島・松山が交互に担当）を行っていたが、2011年3月で「瀬戸内海ブロックネット」を含めて廃止となった。
- 中国地方（または広島県）向けの放送であっても「NHKネットラジオ らじる★らじる・広島」で山口県、島根県、鳥取県、岡山県など全国各地で聴取することが可能。

### その他
- 2018年4月7日から2022年4月3日まで、土日・祝日・年末年始のローカルニュース・気象情報はテレビ・ラジオともに終日中国ブロック向け放送となっていた（原則として選挙及び災害等を除く）。その後、2022年4月9日から総合テレビのみ土日・祝日18:45枠に限って各県別のニュース・気象情報を放送する体制に移行した（ただし松江局、鳥取局では山陰両局制作のローカルニュース・気象情報をブロックネットで放送）。それ以外テレビ・ラジオの時間帯のローカルニュース・気象情報枠は従来通り全て中国ブロック向け放送となる（災害時など例外もある）。ただし大型連休及びお盆期間と重なる土曜・日曜・祝日、年末年始は引き続き全時間帯中国ブロック向け放送となるほか、ラジオも原則として災害時などを除き引き続き全時間帯中国ブロック向け放送となっている。

### 過去の主な番組
テレビ
平日朝
- 中国ニュースワイド→NHKニュースワイドひろしま→モーニングワイドひろしま（1988年4月4日 - 1993年4月2日）
- ひろしまくらしのチャンネル（1984年4月2日 - ）
- ひるまえ広島→ひるまえ広島メディアパーク
- ひるまえフレッシュ便
- ひるまえワイド 平日 11:05-12:00（11:05-11:30は中国地方向け、11:30-12:00は広島県のみ放送）
- ひろもり（平日 11:30-12:00）
- ひろしま640（1976年4月5日 - 1982年4月2日）→ひろしま630（1982年4月5日 - 1988年4月3日）
- イブニングネットワークひろしま（1988年4月4日 - 1992年4月3日）
- ニュースポートひろしま（1992年4月6日 - 1997年3月31日）
- おはようひろしま（ - 2024年3月29日、平日 7:45 - 8:00、7:51からは『おはようちゅうごく』のタイトルで中国地方向けに放送）

その他
- ちゅうごく土曜ワイド（1983年4月6日 - 1993年4月3日）
- フェイス
- おはよう中国
- プライムS
- みらい・ありいな（不定期）
- 百歳バンザイ!（全国ネット・制作幹事局。スペシャル版は中国地方で放送）
- ふるさと発（金曜日19時台、東日本大震災に伴う打ち切り）
- 金曜スペシャル（金曜日 20:00 - 20:43）
  - 神楽烈々
  - 勝手にブランド発見伝
- ひろしまアワー（不定期土曜日 17:30 - 17:55）
  - わたしのベストショット（「ひろしまアワー」で毎月第1週に放送）
- ラウンドちゅうごく（中国地方向け。2022年3月まで原則金曜日 19:30 - 19:55、再放送：土曜日 7:30 - 7:55または10:55 - 11:20。不定期で他の曜日のゴールデンタイムに臨時でローカル番組への差し替え可能枠が編成された時にも放送）
  - 企画により山口局・松江局・鳥取局・岡山局の制作や広島局と前記各局共同制作の場合あり（番組送出は広島局が担当のため2021年5月から『NHK G』のチャンネルロゴ表示入り）。『NHK地域局発』で単発全国放送する場合あり（この場合は東京のNHK本部送出）。
  - 2019・2020年度は月に1回ほど『松崎しげるとももクロのくろ旅』を放送。
- "テッパン"話 仕入れました! 広島かたすみ食堂（広島県域向け。不定期金曜日 19:30 - 19:55、再放送：不定期土曜日 7:30 - 7:55または10:55 - 11:20。『NHK地域局発』で単発全国放送する場合あり〈（初放送は2022年1月5日。この場合は東京のNHK本部送出〉）
- 織田幹雄記念国際陸上競技大会（毎年4月下旬） - 2011年よりテレビ新広島から移行を受け放送開始。年度によっては総合テレビまたはBS1のどちらかで放送[11]。NHKが共催から外れた2022年以降は放送なし。

ラジオ
- おはよう中国（月曜日 - 土曜日 7:40 - 7:58[注釈 23]、土曜・祝日 7:40 - 8:00）

## 原爆・戦争と平和に関する番組
※以下、主なもの。詳しくは局サイトトップから「核・平和特集」を選択。
- 広島平和記念式典
  - 毎年8月6日 8:00 - 8:35頃（ラジオは8:55まで）広島市の平和記念公園などから中継。そのため、連続テレビ小説枠はこの日に限り、中国地方では7:45 - 8:00に繰上げ放送される（それ以外の地域は8:35 - 8:50に放送）[注釈 24]。
  - 総合テレビ・衛星第2テレビ（2010年まで）・ラジオ第1のほか、NHKワールドのテレビ・ラジオでも放送される。テレビの放送では日本語と英語の2か国語放送（NHKワールドTVは英語主音声で同日録画放送もある）。
  - 2008年　広島県内のみ『瞳』（連続テレビ小説）を休止し、式典の模様を最後まで放送した。
  - 2015年　中国ブロックは『まれ』（連続テレビ小説）を7:45まで繰り上げとし、式典の模様を最後まで放送した。他の局は8:35で終了。
- ヒバクシャからの手紙
  - 2007年　8月5日 23:45 - 6日 1:00に放送。総合テレビの中国ブロック放送のほか、ラジオ第1で全国放送。さらにはNHKワールドのテレビ（ワールドTV/プレミアム）・ラジオでも全世界に向け放送された。テレビスタジオにラジオスタジオのセットを組む形で放送された。
  - 2008年　8月6日の0:10 - 2:00に放送。総合テレビの放送が全国に拡大された一方、NHKワールドのテレビ放送が放送体系の整理によりワールドプレミアムのみとなった。
  - 2009年・2010年　8月8日の23:30 - 9日 1:00に放送。
  - 2012年　ロンドンオリンピック中継の兼ね合いからテレビでは、8月4日 22:00 - 23:30にEテレで中国・九州・沖縄ブロック向け（中国ブロックは翌8月5日に総合テレビで再放送あり。8月6日にNHKワールド・プレミアムでも時差放送）の生放送にとどまった。なお、総合テレビ全国放送もロンドンオリンピック中継の兼ね合いから8月23日未明（22日深夜。中国・九州・沖縄ブロック以外の地域は初回放送扱い）の録画放送となったが、ラジオでの放送は今回行われなかった。
  - もともとは連続テレビ小説『鳩子の海』の放送がきっかけとなって始まった『市民の手で原爆の絵を』[12]というプロジェクトだった。しかし被爆者の高齢化が進み、原爆被災を確実に記憶している世代が絶滅に近付いてきた（2010年8月6日には胎内被爆者を除く被爆一世が全員高齢者となる）ことから、21世紀に入り、現在の被爆者から手紙を募集する形式に変わった。
- 原爆投下・10秒の衝撃
  - 広島局制作の「NHKスペシャル」枠の単発番組。1998年8月6日 20:00に放送。
- 広島発 特集ドラマ「帽子」
  - 開局80周年記念として、2008年8月2日の21:00 - 22:30に全国放送。母胎内で被爆した「胎内被爆者」をテーマにしたテレビドラマ。
  - 平成20年度文化庁芸術祭テレビ部門優秀賞を受賞。
- ラジオドラマ『放送を続けよ! 広島中央放送局の8月6日』
  - 開局80周年記念として、2008年8月6日夜にラジオ第1で全国放送。被爆当時における放送再開に向けた様々なドラマを描いた。
  - 平成20年度文化庁芸術祭ラジオ部門大賞を受賞。
  - 演出：出山知樹。ほか、気象予報士の資格を持つ遠藤亮ら広島局スタッフも多くかかわった。

## アナウンサー・キャスター

### アナウンサー
- 氏名の後の*は、過去に広島放送局勤務経験があるアナウンサー。前任地が太字はその局が初任地。

| 氏名       | 前任地           | 主な担当番組 | 備考             |
| ---------- | ---------------- | --- | ---------------- |
| 池田耕一郎 | 長崎             | アナウンスグループ統括 （部長級・専任） 広島県・中国地方のニュース                                                       | 管理業務主体     |
| 新井秀和   | 福岡             | お好みワイドひろしま 広島県・中国地方のニュース （主に平日15時台）                                                       |                  |
| 小野文惠   | 東京アナウンス室 | コネクト （キャスター） 鶴瓶の家族に乾杯 （本部制作・司会） 今夜も生でさだまさし （本部制作） 広島県・中国地方のニュース | 広島県府中市出身 |
| 佐藤茉那   | 熊本             | おはようちゅうごく （キャスター・隔週） ブラタモリ （本部制作・アシスタント） 広島県・中国地方のニュース                 |                  |
| 鳥山圭輔   | 鳥取             | おはようちゅうごく （キャスター・隔週） 広島県・中国地方のニュース 各種スポーツ中継                                      |                  |
| 松井大     | 秋田             | おはようちゅうごく （キャスター・隔週） 広島県・中国地方のニュース 各種スポーツ中継                                      |                  |
| 市来秋果   | 鳥取             | おはようちゅうごく （キャスター・隔週） 広島県・中国地方のニュース                                                       |                  |
| 竜田理史   | 京都             | おはようちゅうごく （キャスター・隔週） 広島県・中国地方のニュース                                                       |                  |
| 佐竹祐人   | 京都             | 広島県・中国地方のニュース 各種スポーツ中継                                                                              |                  |
| 酒井博司   | G-Media出向      | 広島県・中国地方のニュース 各種スポーツ中継                                                                              |                  |
| 山田賢治   | 東京アナウンス室 | 広島県・中国地方のニュース                                                                                               |                  |
| 徳永圭一   | 東京アナウンス室 | 広島県・中国地方のニュース                                                                                               |                  |
| 土方康*    | 山口             | 広島県・中国地方のニュース                                                                                               |                  |
| 北村紀一郎 | 松江             | 広島県・中国地方のニュース                                                                                               |                  |

### キャスター・リポーター
| 氏名       | 所属・前職等                                  | 主な担当番組                        | 備考                                |
| FK専属     | FK専属                                        | FK専属                              | FK専属                              |
| ---------- | --------------------------------------------- | ----------------------------------- | ----------------------------------- |
| 浦田紗絵子 |                                               | お好みワイドひろしま （キャスター） |                                     |
| 前川夏生   | 金沢 （契約キャスター）                       | お好みワイドひろしま （キャスター） |                                     |
| 水野貴絵   |                                               | お好みワイドひろしま （リポーター） | 呉市出身                            |
| 出雲あや乃 | 静岡 （契約キャスター）                       | ひるまえ直送便                      |                                     |
| 村上史     | 熊本 （契約キャスター）                       | ひるまえ直送便                      |                                     |
| 松田萌香   | 旭川 （契約キャスター）                       | ひるまえ直送便                      |                                     |
| 気象予報士 |                                               |                                     |                                     |
| 勝丸恭子   | 元広島テレビ（HTV）報道記者・中継ディレクター | おはようちゅうごく ひるまえ直送便   | 安芸郡海田町出身 ウェザーマップ所属 |
| 大隅智子   | 盛岡 （気象キャスター）                       | お好みワイドひろしま お好み845      | 広島市出身 ウェザーマップ所属       |

### その他著名職員
- 児林大介（管理業務スタッフおよび記者。元アナウンサー）
- 吉田一之（視聴者リレーションセンター管理業務スタッフ。元アナウンサー）

## マスコットキャラクター
2008年度に開局80周年を迎え、それを記念して広島局オリジナルキャラクターが登場した。これは、事前に視聴者によるデザイン公募により2つの候補が2つ出され、名前も視聴者公募により蝋燭型が「ぴーすくん」、しゃもじ型が「しゃもべぇ」と命名された。
ぴーすくん
白い蝋燭の姿をしたキャラクター。年齢、身長、体重は不明。
のんびりやだが心の動きによって炎の大きさが変わる。口はひろしまの『ひ』の形になっているが、しゃべらない。
しゃもべえ
頭がしゃもじ型をしたお侍で、両手にしゃもじを持っているので“二杓（にしゃく）流”の名手である。

地元に詳しいので広島弁で話し、若者の考えや悩みにも理解を示す。

見た目はほんわかしているが、中身は硬派（善悪に厳しい）で平和を愛している。

また地元のイベント会場に現れたり、どーもくんと一緒に地元プロスポーツチームの応援に参加することもある。

BSデジタル放送についての案内役の時は山口良一がしゃもべえの声を担当している。

## 広島放送局管轄のNHK放送局
- NHK岡山放送局
- NHK松江放送局
- NHK鳥取放送局
- NHK山口放送局